# Erich Hermesdorf
Erich Hermesdorf (* 12. November 1944) ist ein ehemaliger deutscher Fußballspieler. In der Saison 1967/68 absolvierte der Mittelfeldspieler bei Borussia Neunkirchen 23 Spiele (1 Tor) in der Fußball-Bundesliga. Zuvor und danach hatte er in der damals zweitklassigen Fußball-Regionalliga Südwest insgesamt 259 Ligaspiele bestritten und 53 Tore erzielt. Er feierte mit Neunkirchen in den Jahren 1967, 1971 und 1972 dreimal die Meisterschaft in der Regionalliga Südwest und 1967 den Aufstieg in die Bundesliga.

## Werdegang
Hermesdorfs Karriere begann bei den Blau-Weiß-Schwarzen von Eintracht Trier im Moselstadion. Ab 1963 spielte der Techniker mit Kombinationsgeschick mit der Eintracht in der damals zweitklassigen Regionalliga Südwest. Unter Trainer Janos Gerdov kam er in der Debütrunde der Regionalliga, 1963/64, an der Seite von Mitspielern wie Lothar Kleim, Willi Haag, Horst Brand, Dieter Brozulat und Peter Scholtes (38-18) auf 36 Einsätze und erzielte, zumeist auf Halblinks im damaligen WM-System eingesetzt, zwei Tore. Nach dem fünften Rang 1964 reichte es 1965 hinter dem 1. FC Saarbrücken und Wormatia Worms zum dritten Platz. Hermesdorf hatte dabei in 32 Spielen sieben Tore beigesteuert. Nach drei Spielzeiten mit insgesamt 93 Ligaeinsätzen und 14 Toren wechselte er 1966 von der Eintracht zum Ligarivalen Borussia Neunkirchen.
In seiner ersten Saison, 1966/67, glückte Hermesdorf mit seinen Mitspielern, wie Horst Kirsch, Gerd Regitz, Peter Czernotzky, Günter Kuntz, Erich Leist, Dieter Schock, Jürgen Pontes, Wolfgang Gayer, Ludwig Lang, Hans Linsenmaier und Jürgen Fuhrmann unter Trainer Željko Čajkovski, der Gewinn der Meisterschaft in der Regionalliga. In der folgenden Aufstiegsrunde absolvierte er acht Spiele und erzielte zwei Tore. Das Team aus Neunkirchen setzte sich gegen Schwarz-Weiß Essen, Arminia Hannover, Bayern Hof und Hertha BSC durch und schaffte den Sprung in die Bundesliga. Sein Bundesligadebüt gab Hermesdorf am ersten Spieltag gegen den 1. FC Kaiserslautern, in der 84. Spielminute erzielte er den Anschlusstreffer beim 2:1-Erfolg der „Betzenberg-Elf“. Zum Saisonende stand Neunkirchen mit 19:49 Punkten und 33:93 Toren auf dem vorletzten Tabellenplatz und stieg ab.
Hermesdorf spielte die folgenden vier Jahre mit Neunkirchen in der Regionalliga, gehörte den Meistermannschaften der Jahre 1971 und 1972 an und zog dadurch noch zweimal mit dem Verein aus dem Ellenfeldstadion mit Mitspielern wie Gerd Zewe und Jürgen Papies in die Aufstiegsrunde ein. Die Bundesligarückkehr mit den Borussen glückte aber nicht mehr. Nach insgesamt 125 Regionalligaeinsätzen für Neunkirchen mit 30 Toren wechselte er im November 1972 zum Ligakonkurrenten 1. FC Saarbrücken, wo er bis Rundenende in 17 Spielen drei Tore erzielte. In der Saison 1973/74 errang er mit seinem neuen Verein hinter Neunkirchen die Vizemeisterschaft. In 24 Ligaspielen hatte er sechs Tore für die Mannschaft von Trainer Herbert Binkert erzielt. Als Einwechselspieler kam er in der Aufstiegsrunde an der Seite von Egon Schmitt, Ernst und Heinz Traser nochmals zu drei Einsätzen. Insgesamt sind für Hermesdorf 26 Spiele mit vier Toren in der Bundesligaaufstiegsrunde (1967, 1971, 1972, 1974) notiert.
Zur Saison 1974/75 heuerte er beim SV Schwetzingen in der 1. Amateurliga Nordbaden an und wird bis 1976 in der Dokumentation von Ebner mit 38 Ligaeinsätzen und zehn Toren geführt.
Nach einem Engagement beim ASC Dudweiler beendete er seine höherklassige Spielerlaufbahn. In späteren Jahren war er im Amateurbereich als Trainer tätig, unter anderem 2001/02 im Fußballkreis Bruchsal beim FV 1912 Wiesental.